# Historia de Pamplona

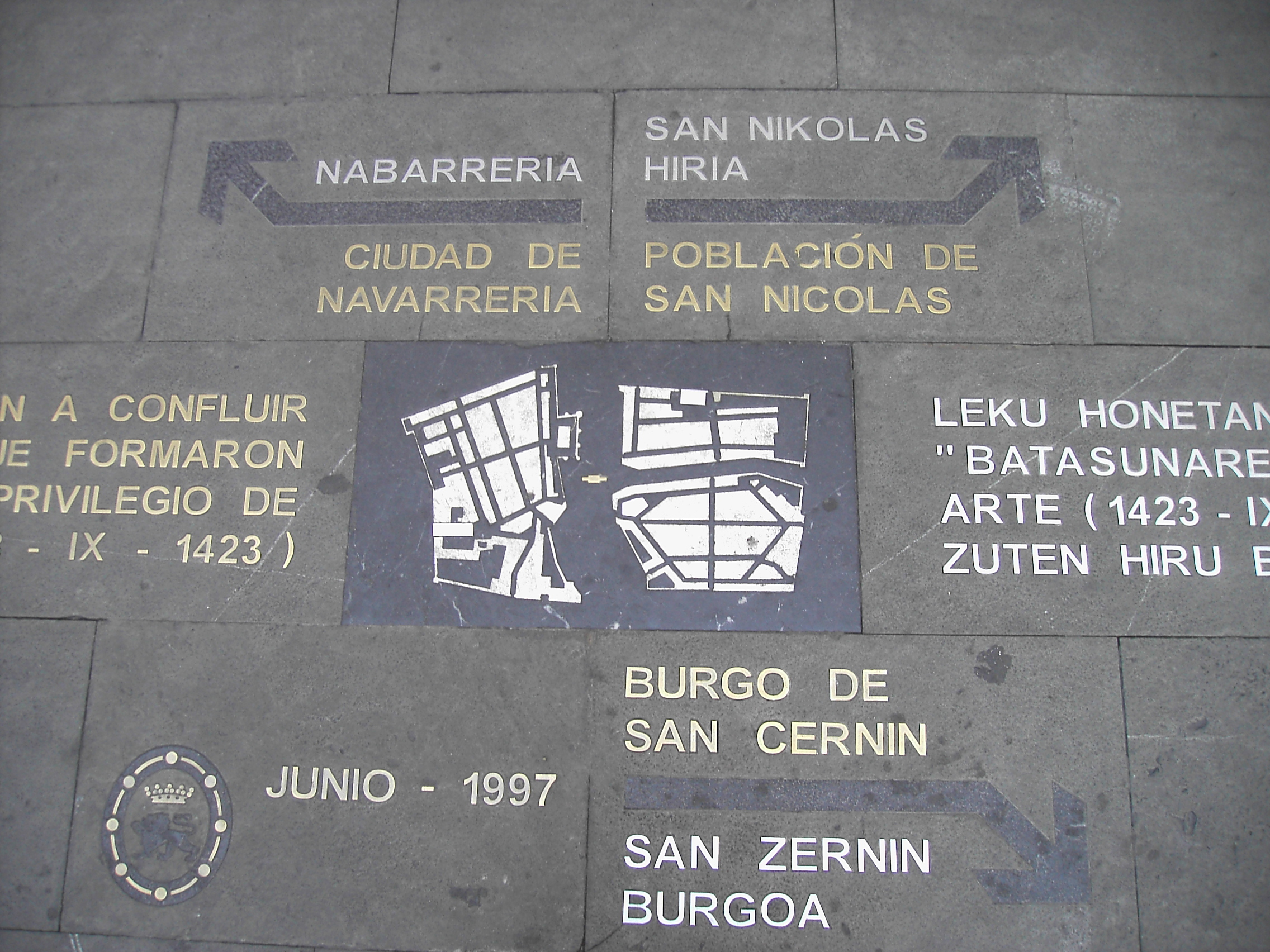
Placa situada en la Plaza Consistorial que hace referencia a los Burgos medievales de Pamplona.

## Orígenes
Las condiciones de su Cuenca han favorecido el asentamiento humano desde el inicio de los tiempos. Los hallazgos de Industria lítica (herramientas de piedra) que se han realizado en las terrazas del río Arga dan testimonio de la ocupación humana de estas tierras hace 75.000 años. Durante la excavación en los años 2001-2003 de la plaza del Castillo se encontró un menhir que no se ha logrado datar.
Sobre el primer milenio antes de Cristo en el emplazamiento de la actual ciudad de Pamplona se alzaba un poblado de vascones que quizá recibía el nombre de Iruña. o de Bengoda, capital del territorio vascón.  Este territorio acuñó moneda propia, en cuyo reverso aparecía la leyenda Bascunes o Barscunes y en el anverso, aunque no siempre, la de Bengoda que según el historiador y numismático Antonio Beltrán Martínez correspondía a la ceca y capital de los vascones. Cronológicamente podrían corresponder a la segunda mitad del siglo II a. C. o al I a. C.
El nombre euskérico parece derivarse del euskera «Hiri», traducido como «ciudad o villa». Los pueblos con ese componente (hiri) fueron poblados por motivos estratégicos o comerciales y acabaron siendo centros de referencia comarcales y, en consecuencia, para los naturales eran «la ciudad». Según otros, puede hacer mención al río «Runa» [cita requerida], hoy llamado Arga.
Tradicionalmente se ha pensado a partir de una afirmación recogida en la obra de Estrabón, que ese primigenio poblado de Iruña o Bengoda se convirtió en ciudad a través de la fundación de la ciudad de Pompaelo o Pompelo por parte Cneo Pompeyo Magno, contextualizándose dicha fundación en el año 74 a. C. en el marco de la lucha con el ejército de Sertorio que llevaría a Pompeyo a establecer un campamento militar que con el tiempo sería Pamplona. Sin embargo, el hecho de la fundación en sí no es recogido por ninguna de las fuentes clásicas que recogen los avatares de las Guerras Sertorianas.
Pompaelo, que recibió el nombre de su fundador, no fue más que una pequeña civitas edificada por legionarios, donde fueron asentados los vascones de la antigua aldea.
La defensa de la ciudad sería relativamente sencilla al estar situada a cierta altura y encontrarse protegida por el río Arga que la rodea, bastando con amurallar solo uno de sus flancos. En casi toda la zona cercana al río existirían entonces zonas boscosas o de arbustos, que aseguraban la subsistencia de los rebaños, el suministro de madera y de algunos frutos. La parte más cercana a la muralla contendría las edificaciones, con el Foro en el centro y una calle desde este hasta la muralla, donde seguramente una puerta se abría en dirección a la zona del Valle del Ebro. Los cultivos se ubicarían en el exterior de la ciudad y en la zona cercana al río. Podría existir una relación clientelar previa de Pompeyo con algún jefe vascón ya que sabemos que nueve personas de la ciudad vascona de Segia recibieron la ciudadanía romana de Cneo Pompeyo Estrabón, padre de Pompeyo Magno, el año 90 a. C., en recompensa por su ayuda en la toma de Ausculum (en el Piceno) durante la guerra de Italia, llamada también guerra mársica.
Posteriormente la ciudad adquiere mayor importancia, como menciona Estrabón:

...después, por encima de la Lacetania, en dirección al Norte, está la nación de los vascones, que tiene por ciudad principal a Pompelon.

La Pamplona romana disponía de termas, según los últimos hallazgos arqueológicos de la céntrica Plaza del Castillo, lo que confiere al asentamiento una categoría superior a la que tradicionalmente se había considerado.

## Edad Media

### Visigodos
En el siglo V el poder romano es heredado por el visigodo, pero estos, al contrario de los romanos, no consiguieron lograr una buena relación con los vascones. La ciudad fue sede episcopal de la iglesia visigoda, y en ella residieron visigodos por las necrópolis de la época que se han hallado. Los musulmanes tendrían también presencia en el intervalo entre los siglos VIII y IX. La mala relación entre vascones y visigodos ha dado pie a una cierta polémica sobre la presencia de estos en la ciudad.

### El Reino de Pamplona

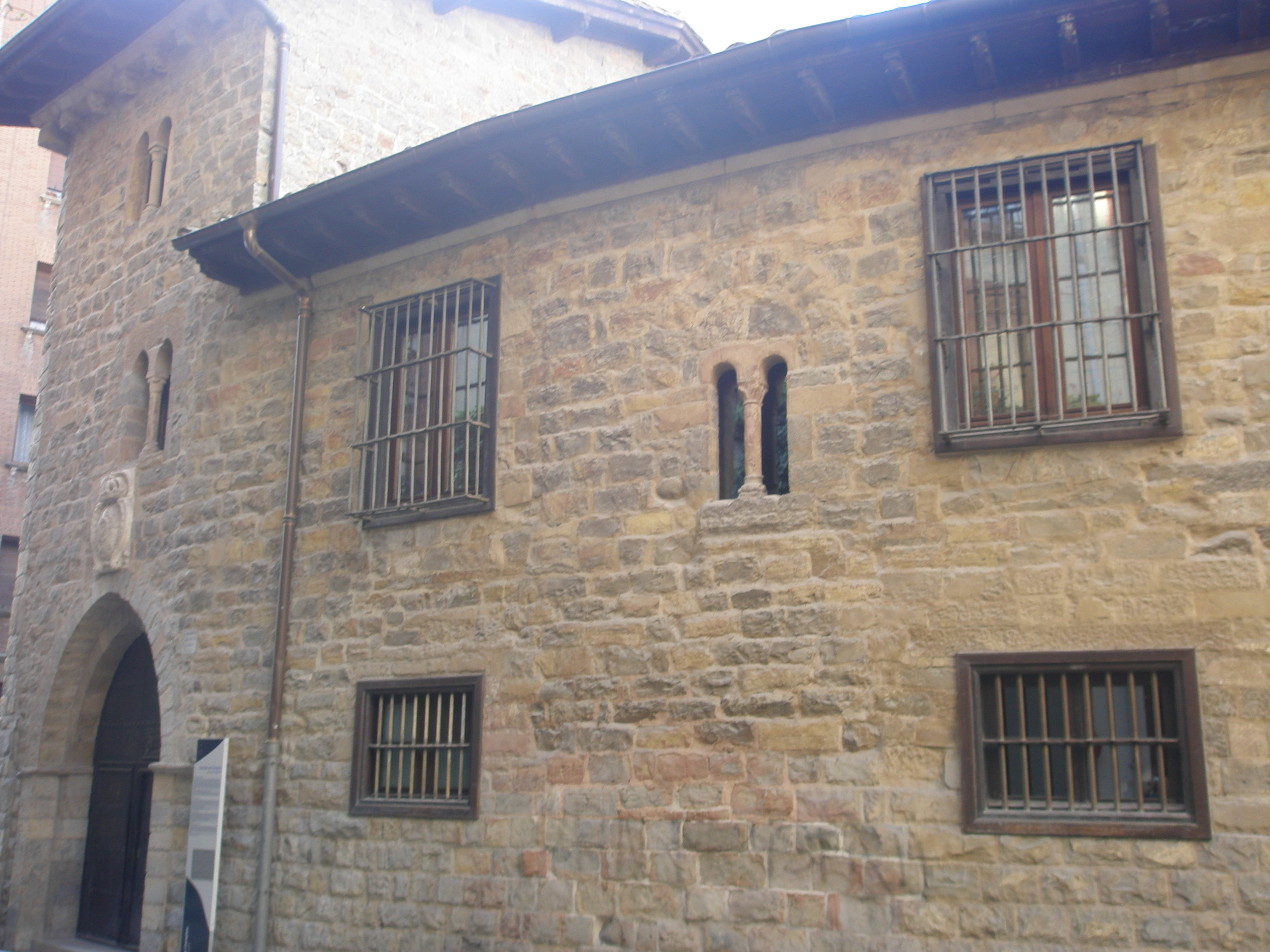
Cámara de Comptos de Navarra, ejemplo de arquitectura gótica civil.

Tras los episodios visigodos, musulmanes y carolingios, en la segunda mitad del siglo IX la ciudad se afianza en el emergente núcleo cristiano. La dinastía Jimena, en el siglo X, vertebra este movimiento social y político y da lugar al Reino de Pamplona, así llamado originariamente perviviendo esta denominación los dos siglos siguientes, hasta que en 1164 tomó el título de Reino de Navarra. Con este cambio nominal se pretendía subrayar la soberanía del territorio, del conjunto de Navarra, y marcar distancias frente a la poderosa corona de Castilla. La expulsión de los musulmanes y la formación del reino de Pamplona atrajo a nuevos pobladores (siglo X).

### Las guerras de los burgos
En el entorno de la ciudad originaria (Navarrería, donde se encontraban los vascones) surgieron nuevos núcleos de población (San Nicolás, cuya población era más heterogénea y San Cernin mayoritariamente francos), todos ellos con administración y privilegios propios, aunque bajo la autoridad del obispo. 

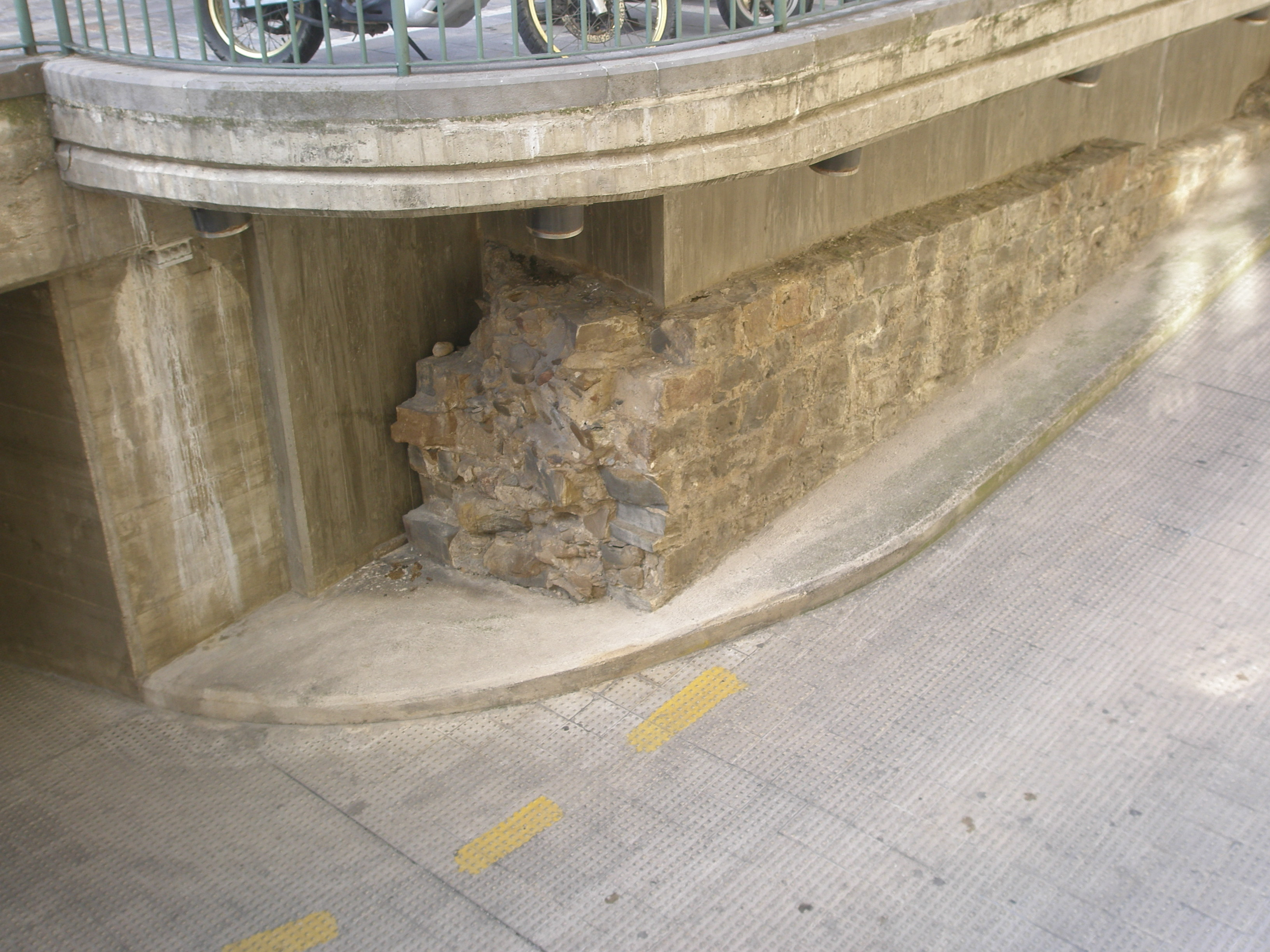
Restos de la muralla medieval del burgo de San Cernin, destruida parcialmente por un aparcamiento subterráneo.

Esta estructura provocó frecuentes desavenencias y enfrentamientos desde 1213, que culminarían con la destrucción de la «Navarrería» y la masacre de su población en septiembre del año 1276. Este terreno quedó totalmente abandonado durante casi 50 años.
Posteriormente, al repoblarse volvieron a producirse enfrentamientos, hasta que las disputas fueron zanjadas tras la proclamación del Privilegio de la Unión por el rey Carlos III «el Noble» en 1423, unificando la ciudad y destruyendo las murallas que separaban a los burgos.

### Guerra civil por la sucesión
Cuando Juan II usurpó la corona al morir la reina Blanca I, desplazando a Carlos, el príncipe de Viana se produjo una guerra civil, que no fue directamente sangrienta pero sí con grandes pérdidas económicas. el sector nobiliario de los beamonteses fueron partidarios del príncipe, mientras que el de los agramonteses lo fueron de Juan II. Pamplona tuvo un predominio beuamontés. La implicación de Fernando II de Aragón hizo que situara tropas castellanas en distintos sitios de Navarra, entre ellos en Pamplona. Finalmente el líder beaumontés Conde de Lerín Luis de Beaumont II fue expulsado, perdiendo definitivamente la guerra. Cuando retornó fue de nuevo expulsado en 1507 con la pérdida de sus pertenencias, y se produjo con el apoyo unánime de los navarros incluidos beaumonteses, produciéndose a su vez la salida de tropas castellanas del reino. Moriría en el exilio al año siguiente, y su hijo Luis de Beaumont III se convertiría en aliado de Fernando II para invadir el reino.

## Edad Moderna

### Invasión castellano-aragonesa
Fernando II de Aragón, aduciendo derechos dinásticos de su nueva mujer Germana de Foix, llevó a cabo su vieja aspiración de invadir el reino de Navarra. Así el 19 de julio a las órdenes de Fadrique Álvarez de Toledo, el duque de Alba, entró un poderoso ejército de más de 200 000 hombres desde Álava. Junto a ellas cabalgaban el conde de Lerín, Luis de Beaumont III (hijo del fallecido Luis de Beaumont II en el exilio años antes), y su cuñado el duque de Nájera al frente de 700 coraceros reales. El día 23 se instalaron en Arazuri, ya al día siguiente en la Taconera a las puertas de Pamplona. La ciudad -que en aquella época no era la ciudad-fortaleza que se convertiría posteriormente, pues los mismos edificios formaban la muralla- apenas contaba con artillería y en ella vivían entre 6000 y 10 000 personas. El ejército aragonés estaba compuesto por 15.000 hombres pertrechados con veinte piezas de artillería de grueso calibre. El 25 de julio la ciudad firmó la rendición, tras negociación. Otros plazas mantuvieron una mayor resistencia.
Tras la ocupación se produjeron tres intentos de reconquistar el Reino de Navarra. En octubre del mismo año 1512 las fuerzas navarras con apoyo de las francesas sitiaron Pamplona. El 24 de octubre llegó el duque de Alba a Pamplona tras replegarse de la Baja Navarra, y continuó con la preparación defensiva de la ciudad. Se destruyeron todos los edificios y tapias, además de viñas y frutales en los alrededores de la ciudad para evitar cobijos y aprovisionamientos de los atacantes. En el flanco sur, que no estaba protegido por el río Arga fue fortalecido, derribando una treintena de edificios. Las fuerzas castellanas superaban a la población, pero solo disponía de dos falconetes y una lombarda. Se ordenó la expulsión de 200 pamploneses sospechosos de ser agramonteses fieles al rey navarro y se aseguraron, con requisiciones, los suministros provenientes de distintas localidades. En la defensa se cuentan un número de navarros, no muy numerosos, con destacados líderes beaumonteses. En el interior de la ciudad se instaló un cadalso para que sirviera de advertencia a sus habitantes. El día 1 de noviembre llegaron las primeras tropas del ejército navarro-gascón a las cercanías de Pamplona, mientras que el grueso de los hombres llegaron el 3 de noviembre situándose en las laderas del monte Ezcaba y en Villava y Huarte. El ejército que sitio la ciudad estaba compuesto por más de 20 000 hombres, navarros (unos 10 000), gascones de los territorios de Albret-Foix, albaneses y lansquenetes alemanes, además de contar con ocho morteros y otras piezas de artillería. Se hostigaron las defensas del flanco sur para cortar la llegada de suministros a la ciudad, aunque sin lograr un cerco efectivo. Se produjeron diversos ataques y escaramuzas. El primer combate importante se produjo el 7 de noviembre. El desabastecimiento de víveres y la llegada del frío se hicieron sentir con mayor intensidad en las tropas sitiadoras, llegando estos a alimentarse de frutos secos y legumbres cocidas. Un rebaño de 600 vacas que se enviaba desde el Roncal a las tropas asediadoras fue interceptado por las tropas del arzobispo de Zaragoza acuarteladas en la zona de Sangüesa. En el interior el coronel Cristóbal Villalba ordena, bajo pena de muerte, que las calles se mantengan iluminadas y que se acuda armado en cuanto se de la señal de alarma. El hambre en el interior también se extiende y 818 hombres entre vecinos y criados se alistan para poder comer los dos ranchos al día que recibía la tropa. Las tropas navarras rindieron el castillo de Tiebas el 24 de noviembre, al sur de Pamplona. El 27 se realizó otro asalto a la ciudad que fue rechazado. Los refuerzos castellanos de las tropas del duque de Nájera se acercaban a la capital y sus noticias desmoralizaron a los sitiadores y tras un último ataque el 29 de noviembre, las tropas iniciaron la retirada hacia el Baztán. El día 30 cuando aún se repliegan las últimos hombres, las tropas de refuerzo castellanas con 6.000 infantes llegaron a la ciudad.
Tras ello se produjo un periodo de consolidación en la que las Cortes de Navarra se reunieron en marzo de 1513, una vez conocida la bula que excomulga expresamente a los reyes de Navarra, Exigit Contumacium, del 18 de febrero. En ellas, el virrey hizo público un perdón general siempre que se acatasen las nuevas autoridades, y en nombre de Fernando el Católico juró respetar los fueros, usos y costumbres del Reino, aunque las promesas se supeditaban a la finalización de la guerra. En estas reuniones faltaron la mayoría de los nobles de la facción agramontesa, así como varios abades correspondientes al brazo eclesiástico. Fernando II ratificó el juramento el 12 de junio de 1513. Y el 7 de julio de 1515, fue anexionado el Reino de Navarra al Reino de Castilla en la reunión de las Cortes Castellanas en Burgos. Reunión en la que no intervino ningún navarro, ni siquiera de testigo.
Otro intento de liberar al reino, sin apoyo francés, se produjo en 1516 y no llegó a Pamplona porque fueron detenidos en el valle de Roncal. Con todo esto, en mayo de 1521, aprovechando la disminución de efectivos militares por la guerra de las Comunidades de Castilla se organizó otra expedición para la recuperación del reino con el apoyo del Reino de Francia al mando del general André de Foix. Al mismo tiempo desde el interior se preparó una sublevación generalizadada. Esta se produjo sin esperar a las tropas, y en la ciudad de Pamplona fue un éxito, quedando encastillados los soldados castellanos durante dos o tres días. Entre ellos estaba el guipuzcoano oñacino capitán Iñigo López de Recalde, que fue herido en el bombardeo realizado durante seis horas para rendir la plaza. Entre los atacantes se hallaban los dos hermanos de Francisco de Jaso, Miguel y Juan (hijos del presidente del Consejo Real depuesto Juan de Jaso), que se quedarían al cuidado de la ciudad. El grueso del ejército franco-navarro se dirigió a Logroño sitiándolo. Sin embargo el ejército de Carlos I de España enseguida se rehízo logrando reclutar a 30 000 soldados. Las tropas de uno y otro ejército se encontrarían en la sangrienta batalla de Noáin el 30 de junio de 1521, las fuerzas navarro-gasconas, en inferioridad numérica perdieron definitivamente Pamplona.
La ciudad de Pamplona, tras estas batallas y asedios debió quedar económicamente maltrecha pues el propio rey otorgó una exención de impuestos a sus habitantes durante cinco años.

### Tiempo de virreyes
Anexo: Virreyes de Navarra

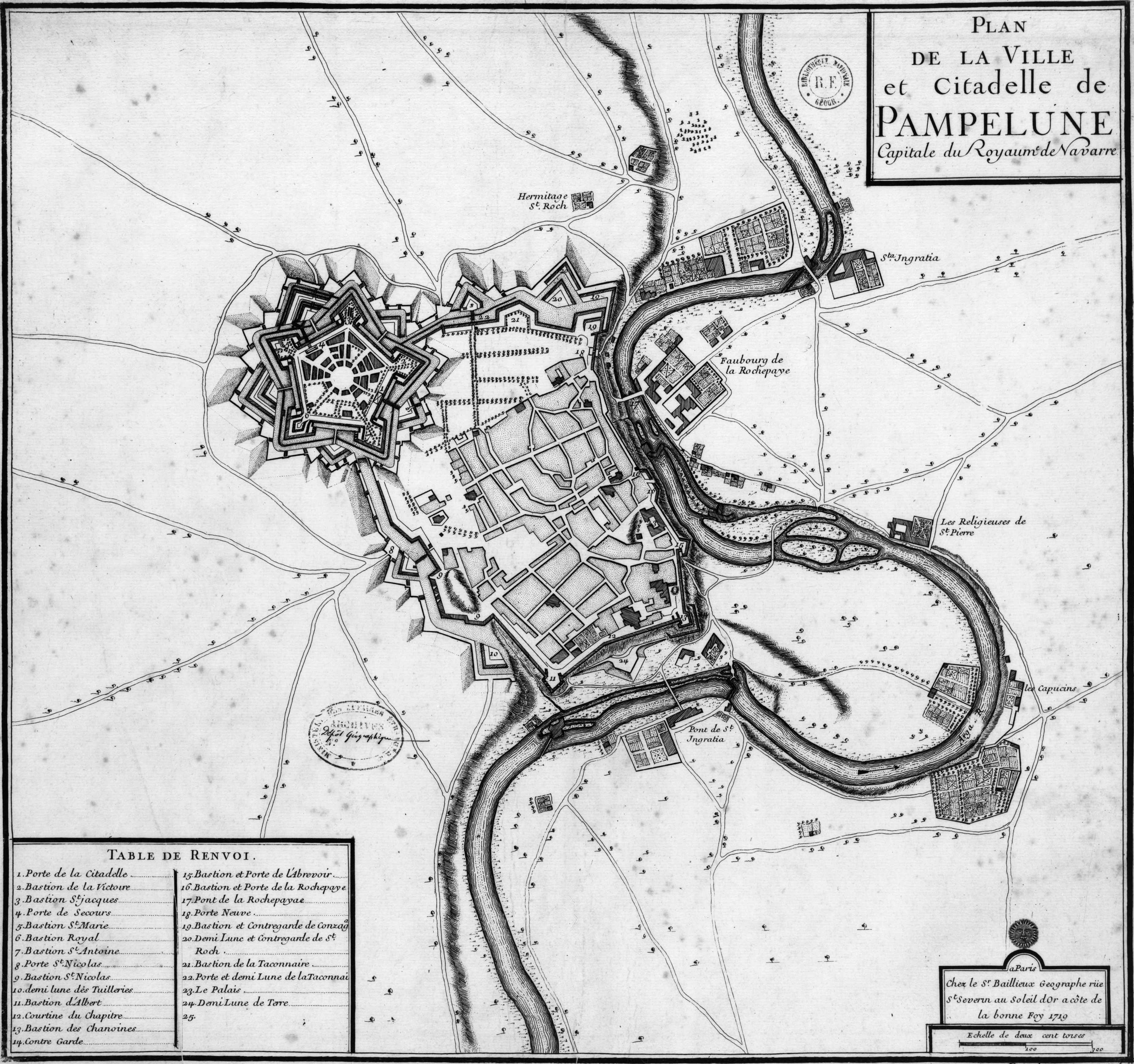
Mapa de Pamplona en 1719

La distribución económica de los pamploneses a principios del siglo XVIII era la tradicional de una ciudad de esa época, un cuarto de sus habitantes se dedicaban a la agricultura y ganadería, un tercio eran artesanos y otra buena parte de ellos pertenecían a la aristocracia y al clero. Había una fábrica de paños, otra de papel y un molino de pólvora entre otras industrias.
A partir de 1750 se produce una modernización de la ciudad, se construye un nuevo ayuntamiento y servicios de agua potable y saneamiento así como una nueva fachada para la catedral, esta vez de estilo neoclásico.

### Invasión francesa
Durante la Guerra de la Convención, en 1794, la ciudad sufrió el cerco del ejército francés que no pudo entrar en la misma. En 1808 las tropas de Napoleón la controlaron desde febrero, e hicieron de Pamplona una de sus principales plazas manteniéndola en su poder hasta 1813. En 1814 se produjo el primer «pronunciamiento» liberal encabezado por Francisco Espoz y Mina. En 1823 también sufrió los bombardeos del ejército invasor de los Cien Mil Hijos de San Luis.

## Edad Contemporánea

### Las guerras carlistas
La pérdida de los Fueros

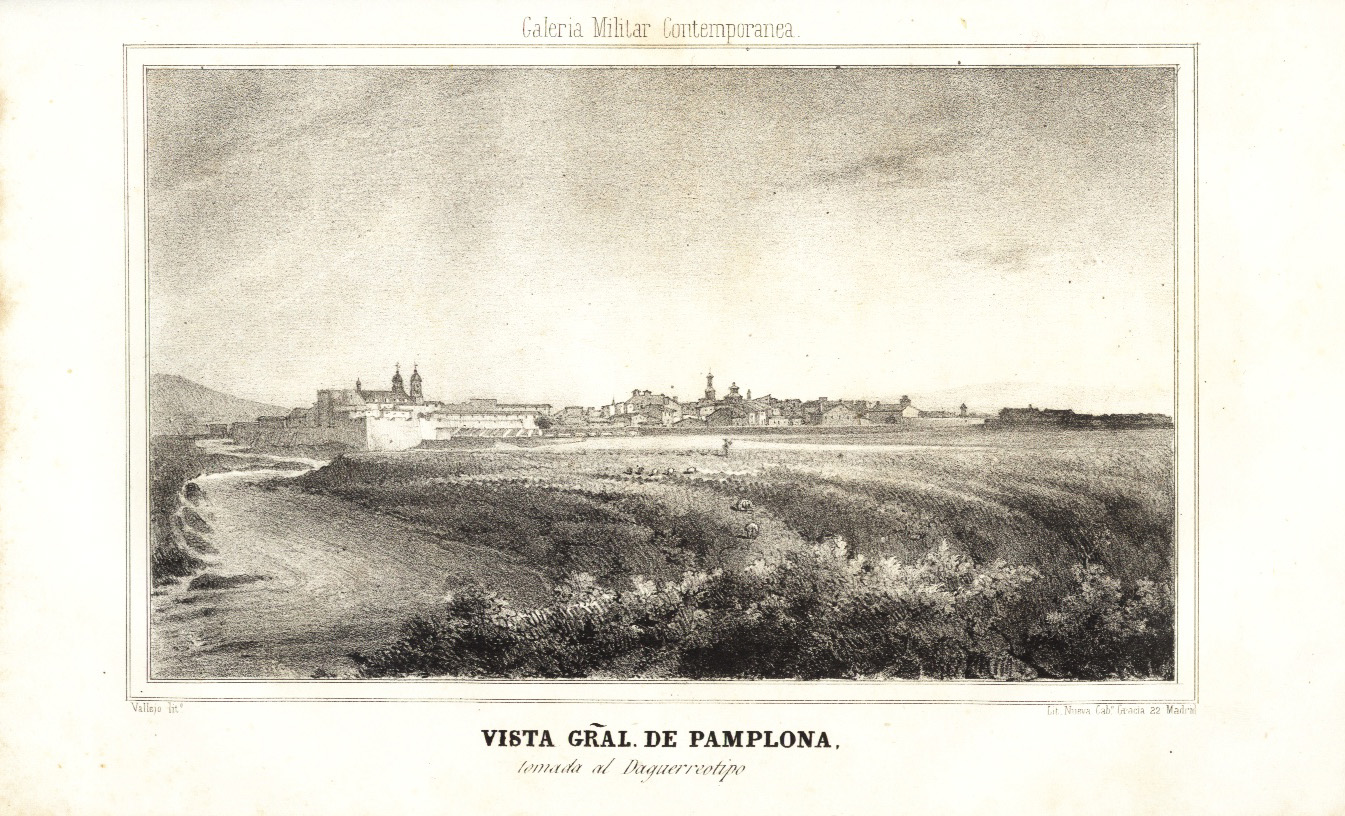
Pamplona, 1846.

A finales del siglo XIX se produjo la «Gamazada», movimiento popular en defensa de los Fueros, que los navarros decidieron perpetuar la memoria de lo sucedido para transmitirla a las generaciones posteriores. Para ello se construyó en Pamplona en 1903 el Monumento a los Fueros, ante el Palacio de Navarra, pagado por suscripción popular. Consta de varias inscripciones: En una de ellas, en caracteres supuestamente ibéricos, se representa una leyenda redactada en vascuence por Fidel Fita, que dice: «Nosotros los vascos, que no tenemos otro señor que Dios, acostumbramos a dar acogedor albergue al extranjero, pero no queremos soportar su yugo. Oídlo bien vosotros, nuestros hijos». Otra inscripción en euskera dice: «Aquí estamos los euskaldunes de hoy congregados por respeto a la memoria de nuestros antepasados, porque queremos mantener nuestra ley»
Pamplona permanecerá encerrada en sus murallas hasta los inicios del siglo XX. La población vivirá constreñida, reducida a un espacio cada vez más angosto que le impedirá afrontar los retos de una sociedad que comienza a abandonar las formas de vida y de trabajo del Antiguo Régimen. Es por esto por lo que la ciudad no se expandía sino que crecía hacia arriba. Muchos edificios antiguos tienen una altura relativamente alta comparada con edificios de la misma época y de otras ciudades.
Primando los intereses de la ciudad sobre los puramente patrimoniales, en 1905, las murallas comienzan a caer, desde la Taconera al Labrit, para permitir el crecimiento ordenado hacia el Sur. Así surgió el Segundo Ensanche (el Primero se había producido en 1888 y solo había sido una tímida expansión urbanística en torno a la Ciudadela). Desde el centro de la ciudad constituido por la Plaza del Castillo hacia el Sur se abrieron nuevas calles, planteadas con un esquema riguroso, a la manera del aplicado por Cerdá en el «Ensanche de Barcelona».

### La Segunda República Española

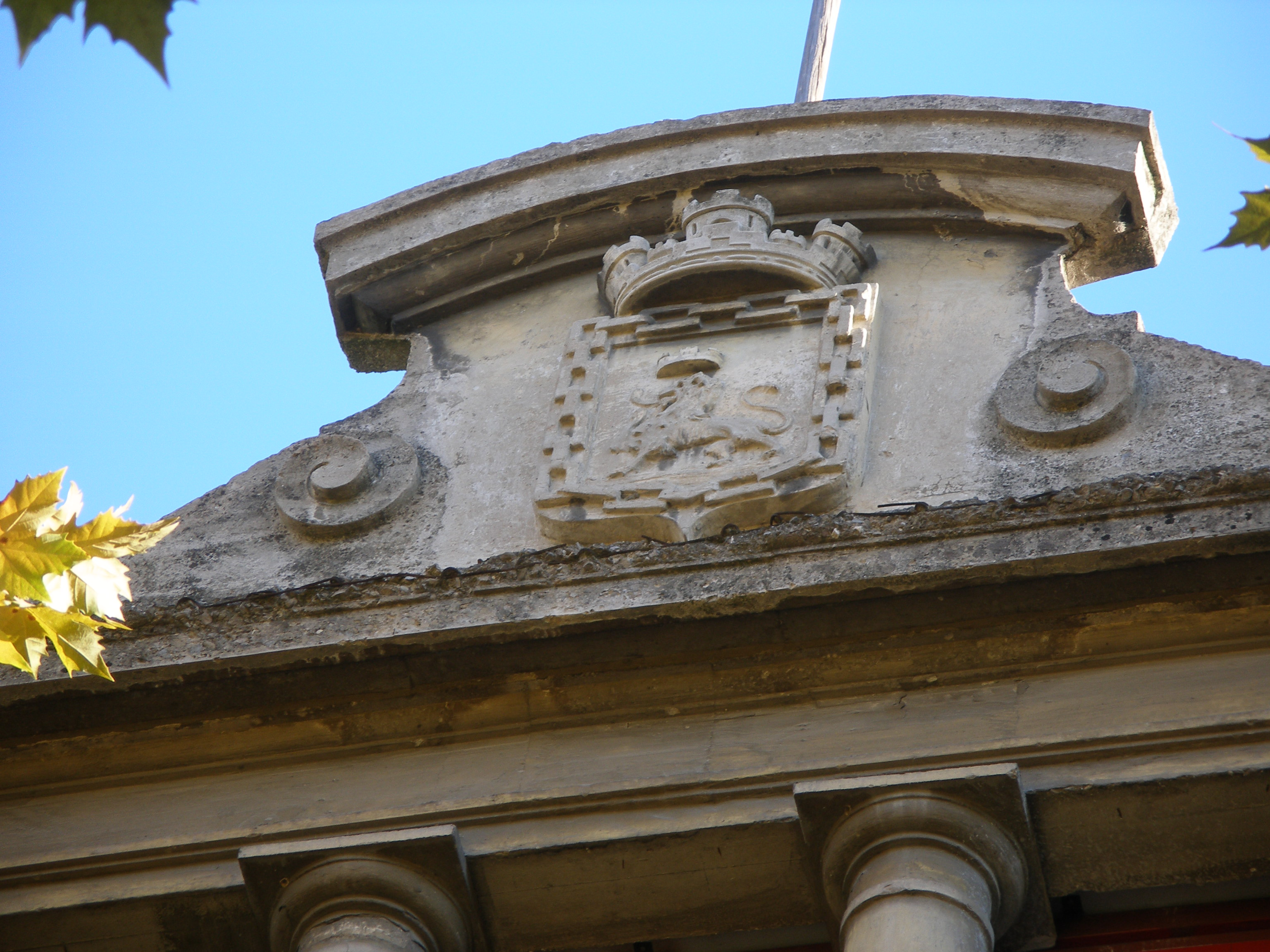
Escudo republicano de la ciudad de Pamplona en la plaza de Toros. Obsérvese la corona mural timbrando el escudo.

En las elecciones municipales del 12 de abril de 1931, que llevaron a la II República, en Pamplona triunfo la coalición monárquico-derechista (10 carlistas jaimistas, 1 monárquico), con 17 concejales; los candidatos republicano-socialistas obtenían 12 (uno socialista), mientras que los nacionalistas vascos no obtuvieron ningún escaño. Sin embargo, el Bloque republicano-socialista impugnó estas elecciones por lo que se repitieron el 31 de mayo con victoria del bloque de izquierdas, que alcanzó en Pamplona 8.645 votos y 15 concejales, por 6997 sufragios y 14 ediles que sumaron las derechas. El republicano Mariano Ansó fue elegido alcalde. Sin embargo, varios de los concejales, entre ellos el propio Ansó, pasaron a cargos provinciales, por lo que a finales de 1932, la corporación municipal estaba compuesta por 13 concejales tradicionalistas, 6 republicanos radicales, 3 socialistas, 3 miembros de Acción Republicana, 2 radical-socialistas, 1 republicano autónomo y un independiente. Nicasio Garbayo, de Acción Republicana, fue elegido alcalde. En agosto de 1934, Garbayo y todos los tenientes de alcalde izquierdistas presentaron la dimisión, con lo que fue el carlista Tomás Mata quien ocupó la alcaldía, puesto que conservó durante la Guerra Civil y hasta 1940.
A partir de 1932, los carlistas actuaban abiertamente como grupo paramilitar con diversos incidentes en las calles de Pamplona y alrededores, con destacados líderes como Silvano Cervantes, Mario Ozcoidi y Jaime del Burgo (padre de Jaime Ignacio del Burgo).

### La Guerra Civil (1936-1939)

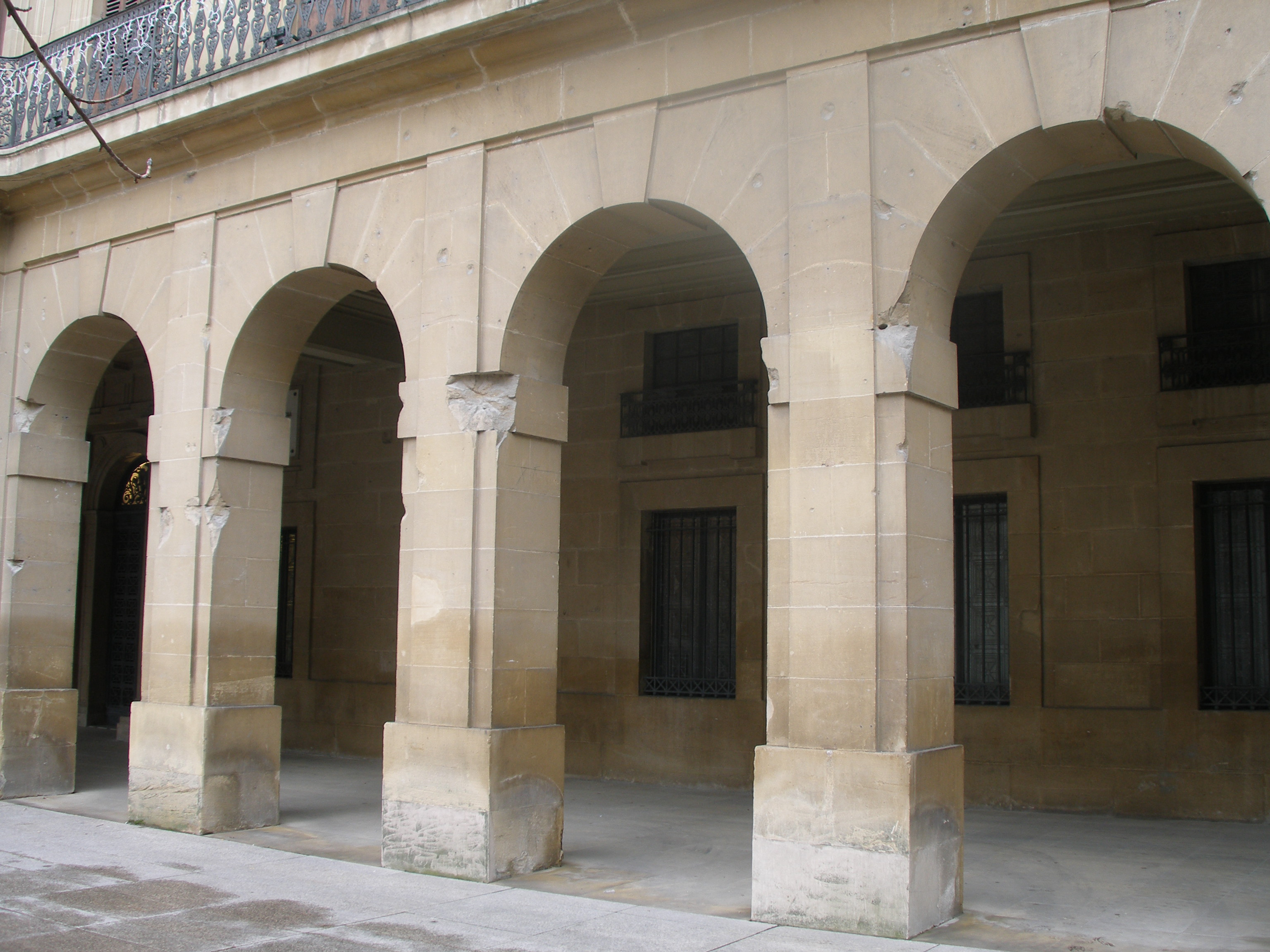
Detalle de los impactos de metralla en el Palacio de la Diputación por las bombas caídas el 12 de noviembre de 1937.

Tras la victoria del Frente Popular en España, el general Mola fue trasladado de Marruecos a Pamplona, como gobernador militar, en un intento de dividir a los golpistas y controlarlo. En Pamplona había ganado el bloque de derechas, incluidos los carlistas con 11 963 votos, frente a 2416 de izquierdas y 2416 de los nacionalistas vascos.  El efecto fue el contrario al buscado por el gobierno de la República ya que el general Mola por mediación de Raimundo García García «Garcilaso» director del «Diario de Navarra» se puso en contacto con los grupos paramilitares carlistas «requetés».

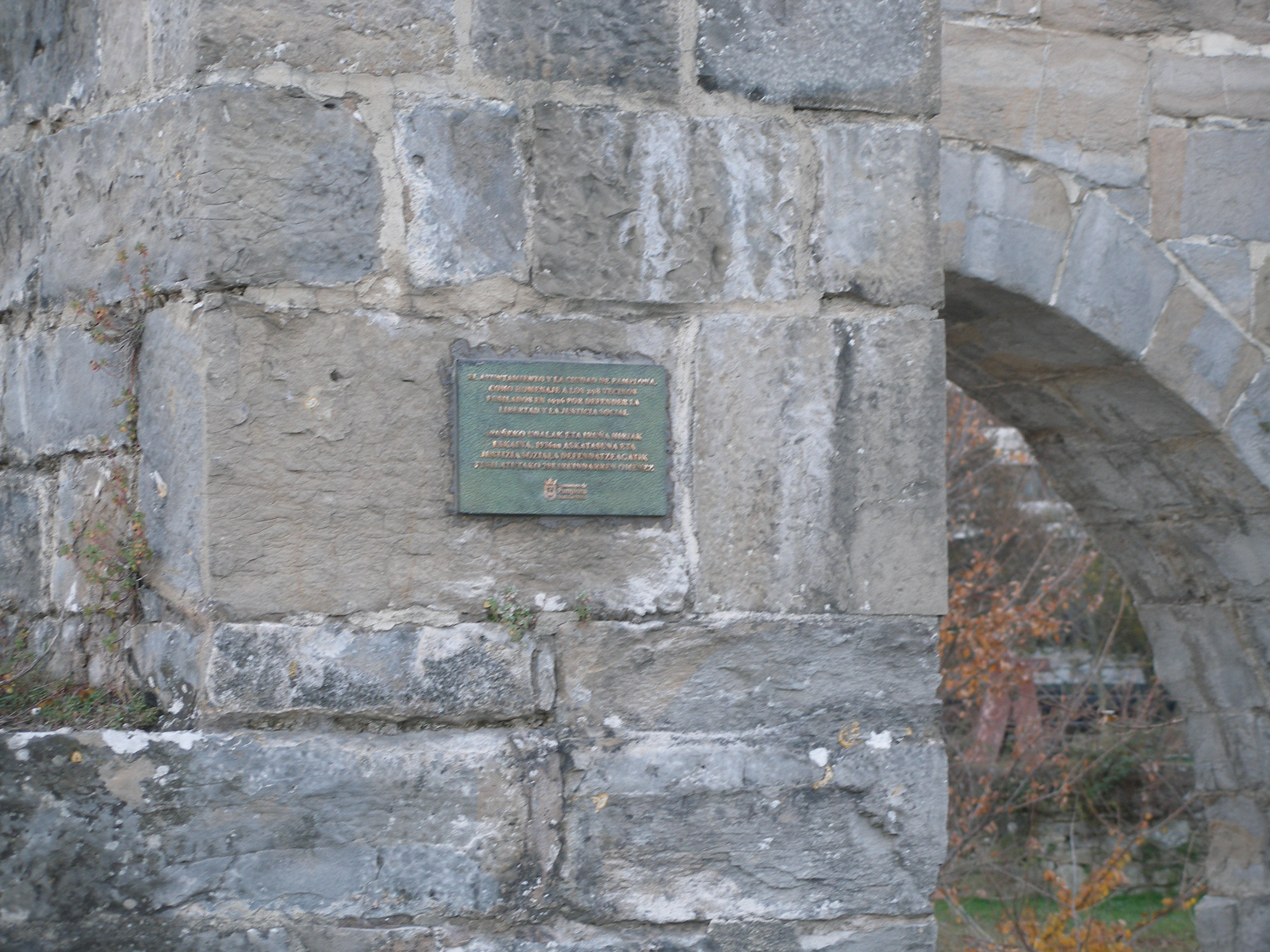
Placa en la Puerta del Socorro de la ciudadela de Pamplona en recuerdo a los fusilados en este lugar, colocada el 24 de noviembre de 2007.

El 18 de julio el golpe de Estado, llamado por los sublevados «Alzamiento Nacional», tiene éxito en Pamplona, con alguna pequeña resistencia en alguna calle de la ciudad y por parte del comandante de la Guardia Civil en Navarra, José Rodríguez-Medel Briones que ante le negativa de sumarse a la sublevación y cuando estaba organizando a fuerzas leales a la República, fue asesinado por uno de sus subordinados.  Se colocó el bando, que había sido impreso en los talleres del «Diario de Navarra» y fueron asaltadas varias sedes, entre otras la del PNV donde se editaba «La Voz de Navarra», siendo encarcelado su director José Aguerre, para posteriormente editarse el «Arriba España». Iniciándose seguidamente la purga de los funcionarios y los fusilamientos en la parte de atrás de la ciudadela, que se prolongaron hasta después de finalizar la guerra.
Pamplona no fue frente de guerra pero, aun así, en una ciudad que contaba con 42 259 habitantes en el censo de 1930, fueron asesinados 303 personas, entre ellas seis que habían sido concejales: Florencio Alfaro Zabalegui, Gregorio Angulo Martinena, Corpus Dorronsoro Arteta, Victorino García Enciso, Mariano Sáez Morilla e Ignacio San Pedro Chocolonea. La media de ejecuciones, calculando el incremento de la población desde 1930, fue del 6,76 por mil en Pamplona (para datos de Navarra véase Víctimas de la Guerra Civil en Navarra).
En el fuerte San Cristóbal, situado en el monte Ezcaba, cercano a la ciudad, sucedió uno de los hechos más trágicos de la Guerra Civil, pues sus instalaciones fueron utilizadas como »campo de concentración» y cárcel para los antifranquistas en condiciones infrahumanas, resultando que el 22 de mayo de 1938, se produjo la mayor fuga de presos de la historia de España. Ese día 795 presos abandonaron el fuerte en el hecho conocido como la Fuga del Fuerte San Cristóbal, de ellos solo tres consiguieron escapar y cruzar la frontera con Francia; 211 fueron abatidos y el resto recapturados. De los detenidos, 14 fueron condenados a muerte, y fusilados el 8 de septiembre de 1938 junto a la Ciudadela de Pamplona.

### La Dictadura Franquista

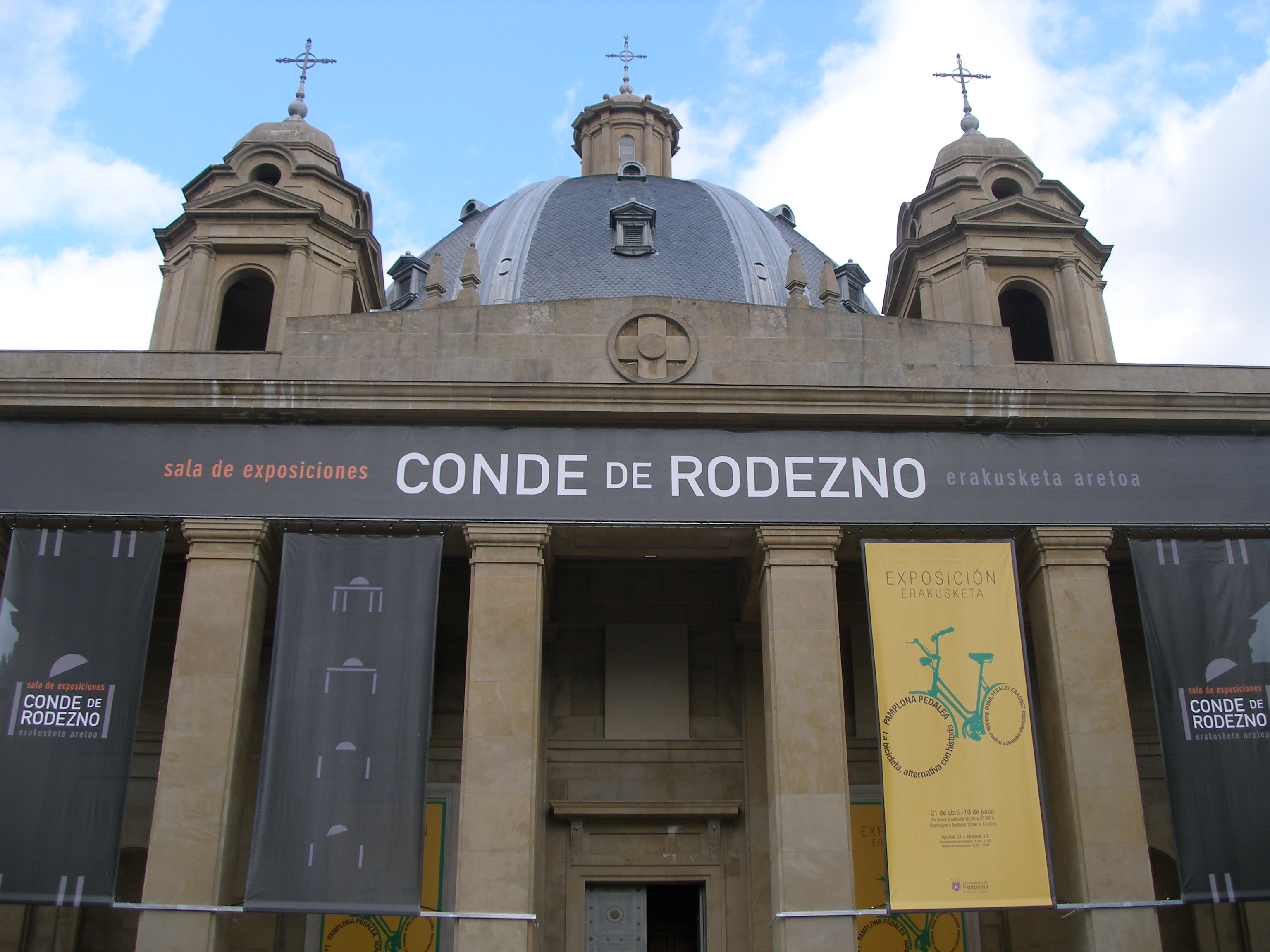
Vista frontal del Monumento a los Caídos.

- Las principales calles de la ciudad cambiaron de nombre para reflejar la ideología del Régimen y, hasta la llegada de la democracia, pasaron a llamarse: Avenida del General Franco, Mártires de la Patria, General Mola... Hoy en día perviven algunos vestigios en algunos barrios de la ciudad.

- Durante el franquismo, en Pamplona se construye el Monumento a los Caídos, con el nombre oficial de «Navarra a sus muertos en la cruzada», donde están sepultados los militares Mola y Sanjurjo, y se rinde homenaje a los fallecidos de las tropas sublevadas.

- El Ayuntamiento cede terrenos para la construcción de la Universidad de Navarra y de la Clínica Universitaria de Navarra, pertenecientes al Opus Dei, lo que tuvo y tiene gran importancia económica, ideológica y social en la sociedad pamplonesa.

- La creación del polígono industrial de Landaben, dentro del Plan de Promoción Industrial propiciado en 1964 por la Diputación Foral, impulsó definitivamente la actividad industrial de Pamplona y propició un profundo y generalizado cambio en las mentalidades y en las condiciones de vida de la ciudad hasta entonces tradicional, pequeña, artesana y rural.

Sin embargo el consistorio pamplonés en este periodo es singular con respecto a España. El reconocimiento de Franco del régimen foral navarro llevó a que la ciudad fuera gestionada por varios «alcaldes sociales» (en el que destacó Urmeneta) que promovieron la participación ciudadana, enfrentándose en ocasiones al régimen. Al mismo tiempo en la ciudad se produjeron importantes huelgas que se iniciaron en 1951, y que en los años 60 y 70 llegó a tener la mayor conflictividad social en toda España.
En poco tiempo la ciudad se duplicó en población, pasó de unos 72 000 habitantes en 1950 a 147 000 en 1970. Era la época del milagro económico español (1959-1973). En el periodo desarrollista se impulsa y construye en Pamplona el polígono industrial de Landaben que fue contemplado en 1964 en el Plan de Promoción Industrial de la Diputación Foral de Navarra. El polígono industrial trajo consigo un cambio en las relaciones económicas de la ciudad, que hasta entonces habían estado basadas en las actividades comerciales, rurales y de servicios con una actividad industrial meramente artesanal.

### La Transición

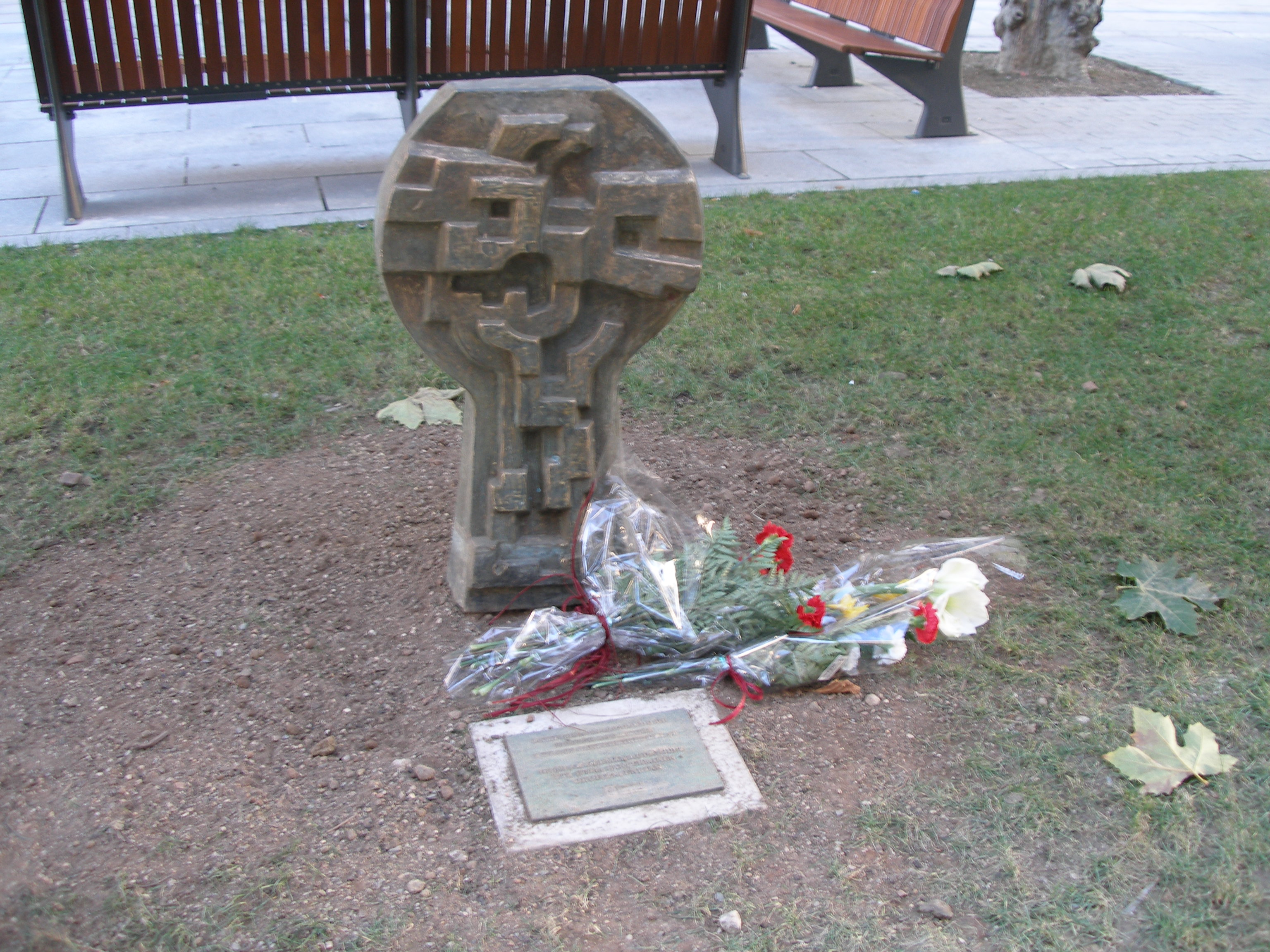
Estela conmemorativa a Germán Rodríguez y a los sucesos de los sanfermines de 1978, repuesta en el 2007.

La Transición del franquismo a la democracia se vivió en la capital navarra con particular intensidad, primero en el plano sindical y después, de manera generalizada, en el político y cultural. En esa época se producen en la ciudad frecuentes disturbios en sus calles, atentados de ETA y acciones violentas de la extrema derecha, estas amparadas en ocasiones por el Estado. Destacan en Pamplona la virulencia de la semana proamnistía de mayo de 1977, con dos muertos de los siete habidos en la C.A.V y Navarra y, en especial, los Sanfermines de 1978, que, según fuentes vinculadas al nacionalismo vasco, marcaron el futuro de Navarra.
Según describió Mario Onaindia en la primera etapa de la transición no hay muchos atentados de ETA, pues fue el momento en que se replanteó la lucha armada que se realizaba desde el franquismo.Sin embargo posteriormente se recrudeció la actividad de la organización terrorista ETA, (que planteó la alternativa KAS), con el apoyo de algunos sectores de la clase obrera de la capital navarra próximos al partido político Herri Batasuna (HB) y de jóvenes que, atraídos por la orientación marxista y colectivista de la banda, encuentran salida a su frustración económica, política y personal ingresando en dicha organización armada, según la tesis que mantienen los defensores del nacionalismo español Patxo Unzueta[cita requerida] y Jon Juaristi. 
Entre los atentados de ETA llevados a cabo en Pamplona destaca el asesinato en 1998 de Tomás Caballero, quien había sido alcalde de la ciudad durante la transición (posterior a Javier Erice) y que en ese momento era concejal por Unión del Pueblo Navarro.
Algunos autores han apuntado que sus privilegios fiscales fueron un aspecto decisivo que permitió a Navarra avanzar en su propio desarrollo económico, que se acentuaría tras la Ley del Amejoramiento del Fuero en 1982, llevándola a figurar actualmente entre las comunidades autónomas más ricas y con mayor PIB per cápita de España.